# Denkmal Märzgefallene (Kröllwitz)

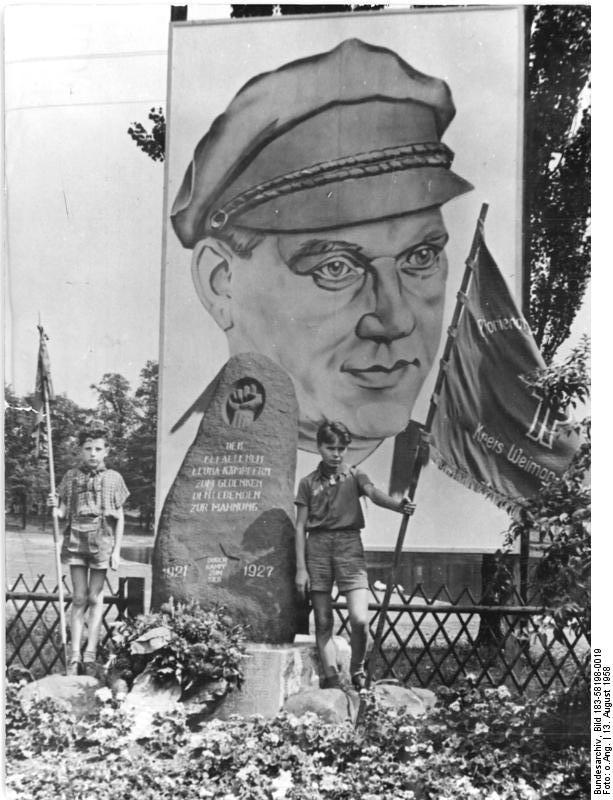
Denkmal im Jahr 1958

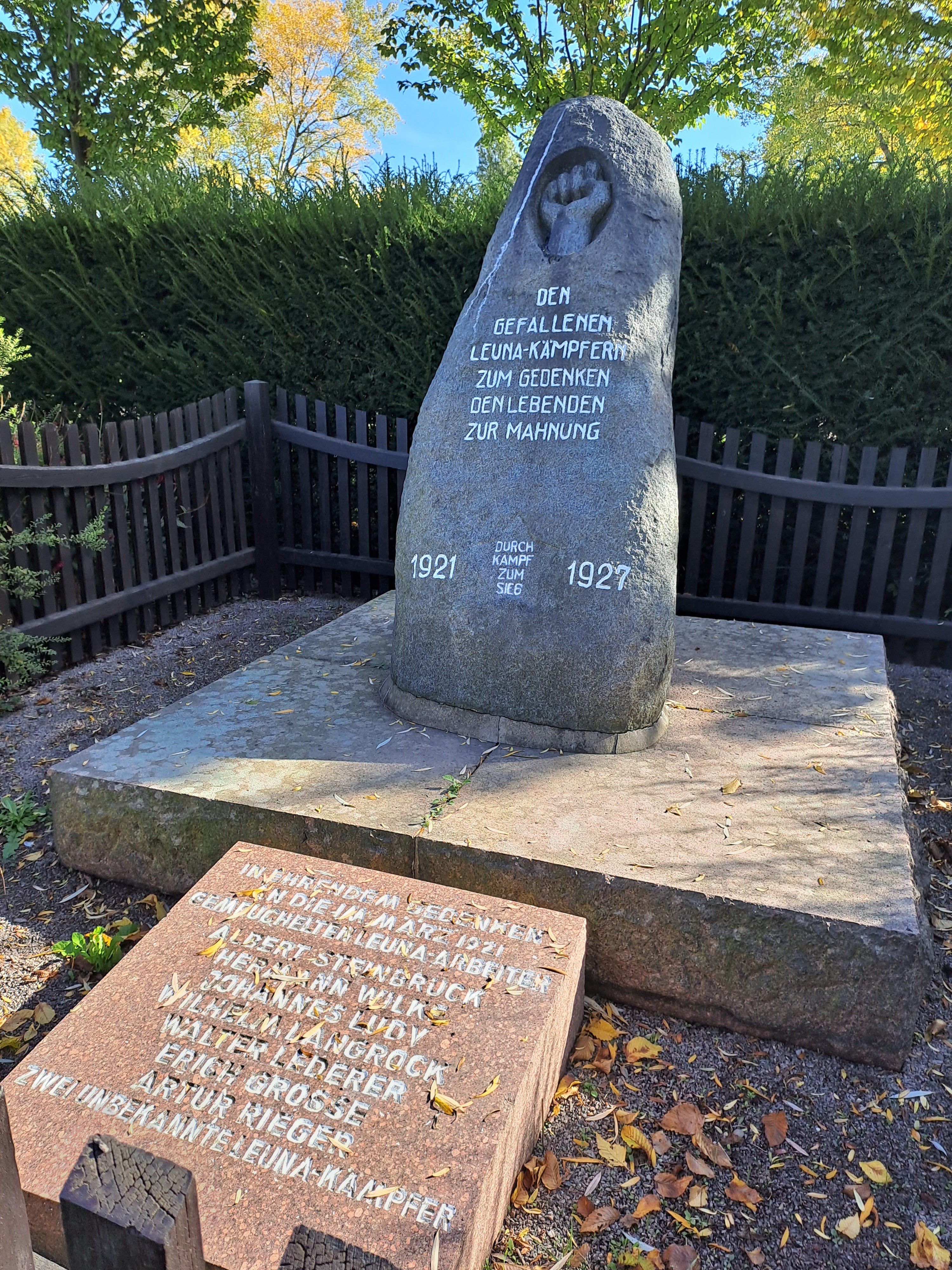
Gedenkstätte 2022

Das Denkmal Märzgefallene ist ein denkmalgeschützter Stein im Stadtteil Kröllwitz der Stadt Leuna in Sachsen-Anhalt.
Im örtlichen Denkmalverzeichnis ist das Kriegerdenkmal unter der Erfassungsnummer 094 20800 als Baudenkmal verzeichnet.

## Geschichte
Das 1927 errichtete Denkmal, am Weg der Märzgefallenen, erinnert an die Opfer der Märzkämpfe vom 21. bis 29. März 1921 in Leuna. Arbeiter des BASF-Werks bauten in Eigenregie Panzer und setzten sich damit gegen das Militär zur Wehr. Die Kämpfe dauerten eine Woche und endeten mit der Niederlage der Arbeiter. Während der DDR-Zeit wurde die Anlage um das Denkmal zu einem Aufmarschgelände erweitert. Die Gedenkstätte befindet sich heute aber wieder in ihrem ursprünglichen Zustand.

## Gestaltung
Bei dem Denkmal handelt es sich um einen von einem Zaun umgebenen Findling. In der Spitze des Findlings ist als Relief eine nach oben gestreckter Faust und auf ihm eine Inschrift zu sehen. Die Inschrift lautet:
Eine Gedenktafel mit den Namen der Opfer befindet sich am Fuß des Denkmals.